# Huszejn Szulajmani
Huszejn Omár Abdulgání Szulajmani (arabul: حسين عمر عبد الغني سليماني); Dzsidda, 1977. január 21. –) szaúd-arábiai válogatott labdarúgó.

## Pályafutása

### Klubcsapatban
1995 és 2008 között az Al Ahli csapatában játszott. A 2008–09-es idényben Svájcban a Neuchâtel Xamax együttesében szerepelt. 2009 és 2017 között az en-Naszr játékosa volt, melynek tagjaként két bajnoki címet (2014, 2015) szerzett. 2017 és 2018 között Bulgáriában játszott az FK Vereja csapatában. 2018 és 2019 között az Ohod, 2019 és 2020 között az Al Ahli játékosa volt. 

### A válogatottban
1996 és 2018 között 138 alkalommal játszott a szaúd-arábiai válogatottban és 5 gólt szerzett. Tagja volt az 1996. évi nyári olimpiai játékokon szereplő válogatott és az 1996-os Ázsia-kupán győztes csapat keretének. Részt vett az 1998-as, a 2002-es és a 2006-os világbajnokságon, az 1997-es és az 1999-es konföderációs kupán.

## Sikerei, díjai
en-Naszr
- Szaúd-arábiai bajnok (2): 2013–14, 2014–15
- AFC-bajnokok ligája (2): 2004, 2005

Szaúd-Arábia
- Ázsia-kupa győztes (1): 1996
- Öböl-kupa (1): 2002
- Arab nemzetek kupája (2): 1998, 2002